# Dynamic Datacenter
Dynamic Datacenter (Dynamic Data Center, DDC, z j. ang. „dynamiczne centrum danych”) – pojęcie promowane przez Microsoft, dotyczące implementacji Dynamic Systems Initiative (DSI). Dzięki rozwiązaniom DDC można zautomatyzować proces instalacji systemu operacyjnego na serwerach oraz konfigurację macierzy dyskowych.
Założeniem DDC jest uproszczenie wdrażania serwerów przy pomocy oprogramowania typu Automated Deployment Services (ADS). Oprogramowanie takie przyjmowałoby jako dane wejściowe plik XML opisujący dostępne zasoby sprzętowe i topologię wymaganą przez daną aplikację i na podstawie takiego pliku wdrażałoby wymaganą infrastrukturę.
Dynamiczne centrum danych charakteryzuje się:
- Scentralizowanym zarządzaniem zasobami sprzętowymi,
- Zautomatyzowanymi systemami operacyjnymi i ich dostosowywaniem się do warunków,
- Elastycznym tworzeniem topologii sieciowej.

DDC z założenia mają być budowane przy użyciu standardowych szaf komputerowych rack. Sprzęt może się różnić, ale najczęściej w szafie znajdować się będą:
- Komputery
- Sprzęt sieciowy
- Pamięć